# Chloroclystis effusa
Chloroclystis effusa là một loài bướm đêm trong họ Geometridae.